# Gedenkstätte Predel

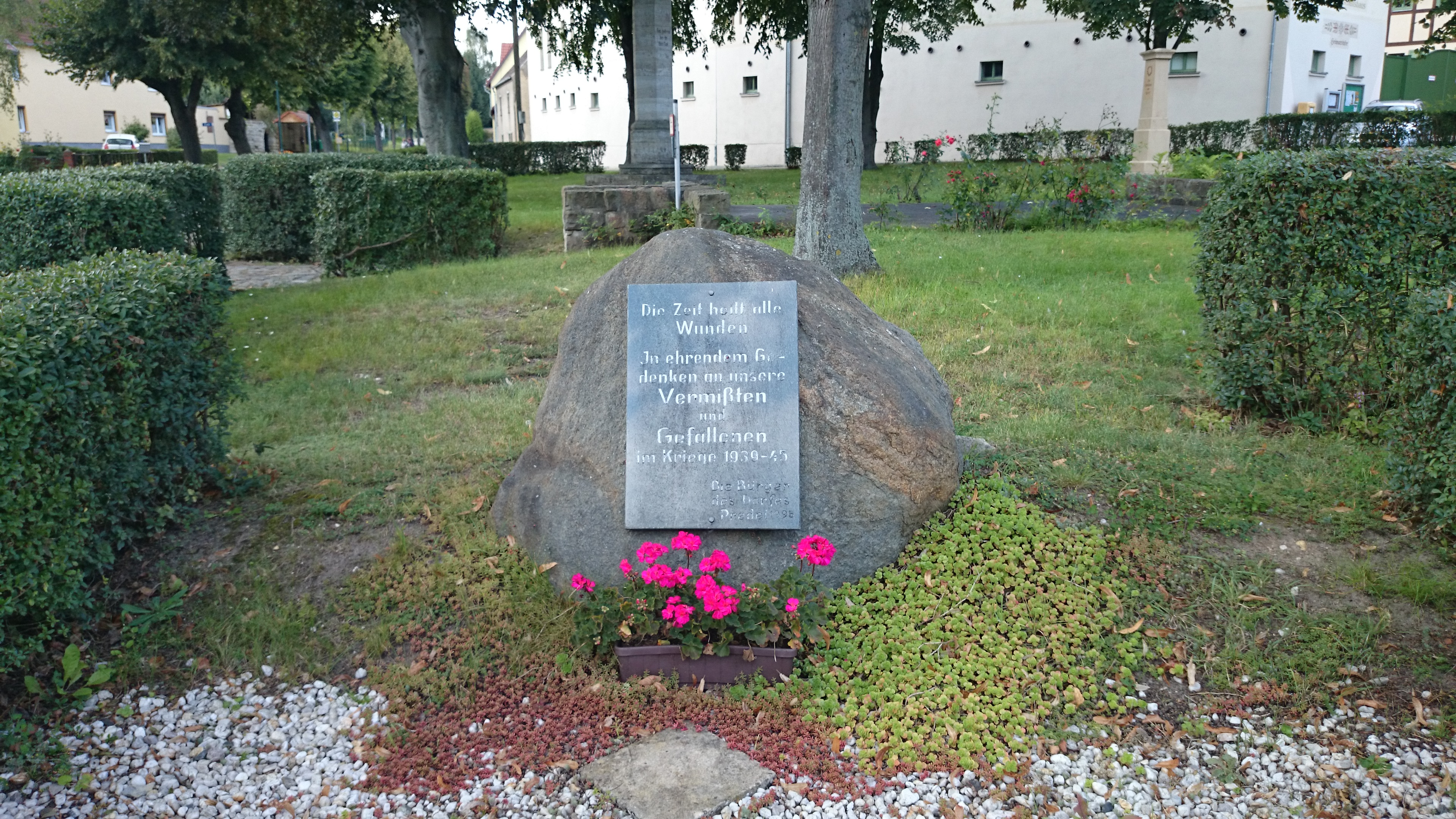
Kriegerdenkmal Zweiter Weltkrieg

Die Gedenkstätte Predel ist eine denkmalgeschützte Gedenkstätte in der Ortschaft Predel der Gemeinde Elsteraue in Sachsen-Anhalt. Im örtlichen Denkmalverzeichnis ist das Kriegerdenkmal unter der Erfassungsnummer 094 86225 als Baudenkmal verzeichnet.

## Allgemeines
Die Gedenkstätte Predel besteht aus den drei Kriegerdenkmälern für den Krieg von 1870–71, den Ersten Weltkrieg und den Zweiten Weltkrieg.

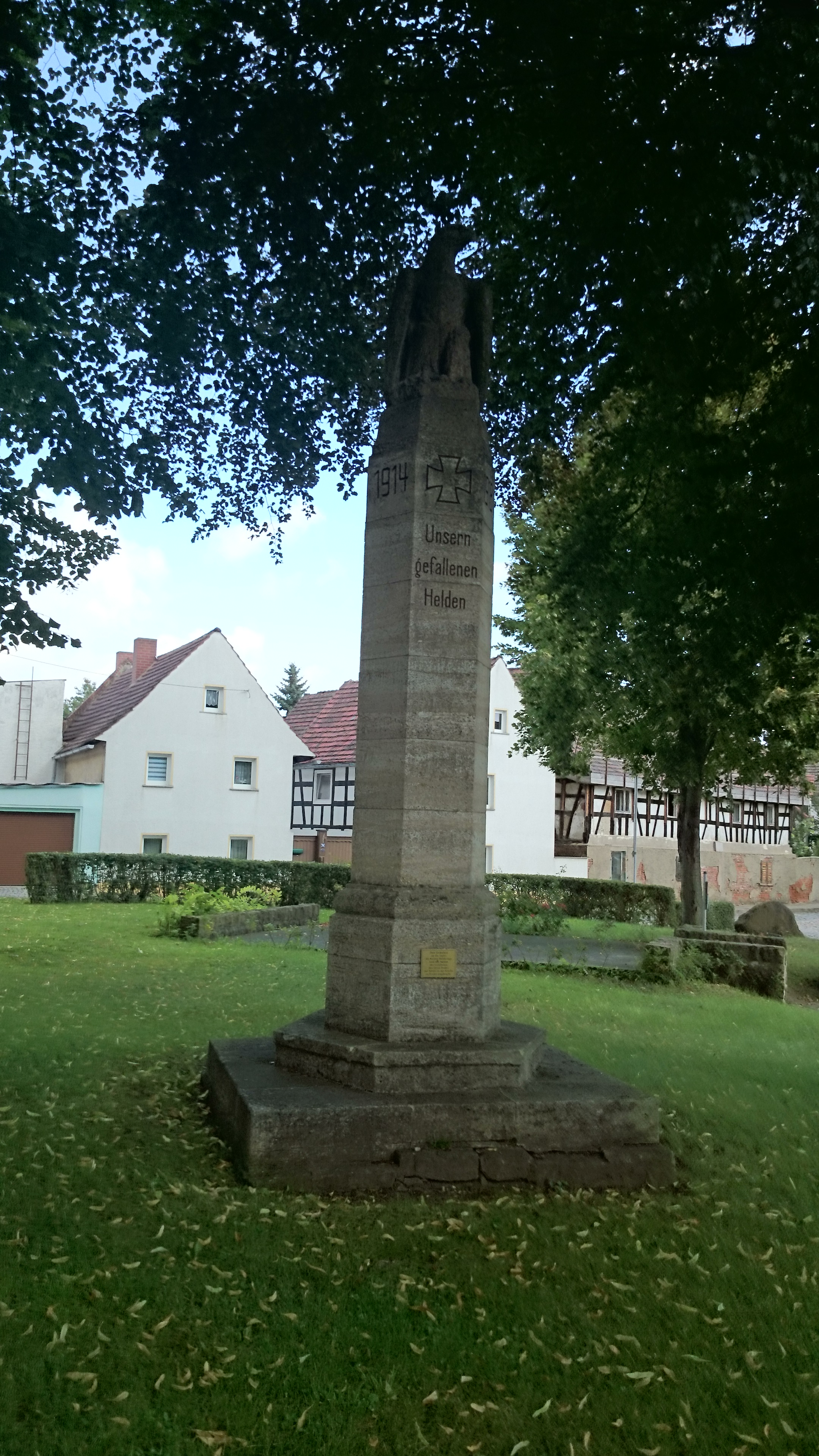
Kriegerdenkmal Erster Weltkrieg

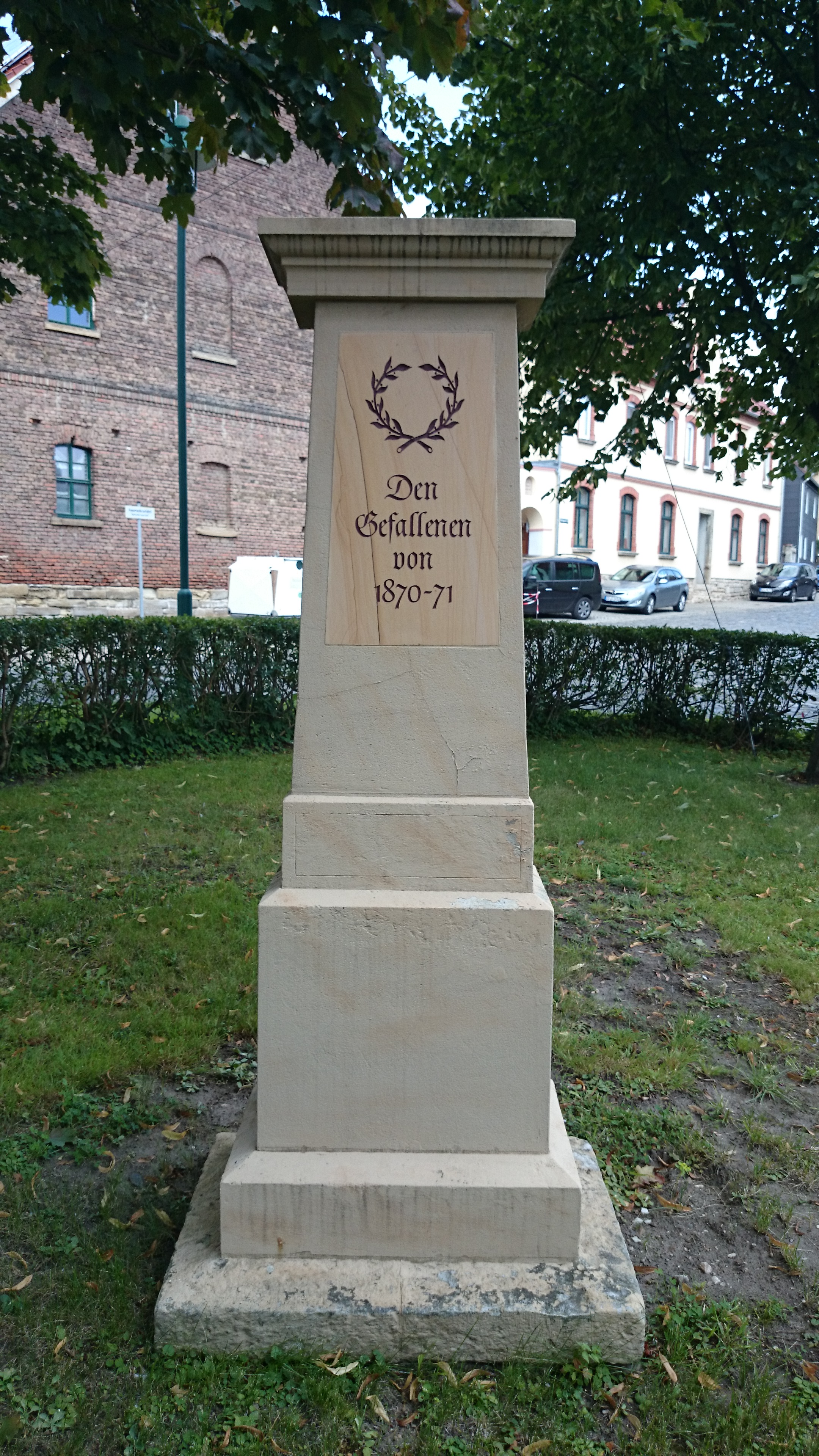
Kriegerdenkmal 1870–71

### Kriegerdenkmal 1870/71
Bei diesem Kriegerdenkmal handelt es sich um eine mehrstufige Stele. In die Stelen ist eine Tafel mit einem Lorbeerkranz und einer Inschrift eingelassen. Die Inschrift lautet Den Gefallenen von 1870–71.

### Kriegerdenkmal Erster Weltkrieg
Das Kriegerdenkmal für die Gefallenen des Ersten Weltkriegs wurde von der Firma Steinmetz aus Zeitz geschaffen. Die Enthüllung des Kriegerdenkmales fand am 3. Juli 1921 statt. Bei dem Kriegerdenkmal handelt es sich um eine sechskantige Stele, die sich nach oben hin verjüngt. Gekrönt wird die Stele vom Wappentier des Reiches, einem Adler. Zum Zeichen der Trauer hat der Adler die Flügel gesenkt. Zwei Eiserne Kreuze schmücken die Seiten der Stele. Eines befindet sich an der Südseite und eines an der Nordseite. In den anderen Seiten der Stele sind die Jahreszahlen des Krieges sowie die Namen der Gefallenen eingraviert.

### Kriegerdenkmal Zweiter Weltkrieg
Das Kriegerdenkmal für die Gefallenen des Zweiten Weltkriegs wurde 1995 errichtet und ist ein Findling. An diesem Findling wurde eine Gedenktafel angebracht. Die Inschrift der Gedenktafel lautet Die Zeit heilt alle Wunden In ehrendem Gedenken an unsere Vermißten und Gefallenen im Kriege 1939-45 Die Bürger des Dorfes Predel 1995. Die Namen der Gefallenen werden nicht genannt.

## Quelle
- Gedenkstätte Predel, abgerufen am 11. August 2017.
- Gefallenendenkmal Predel Erster Weltkrieg, abgerufen am 11. August 2017.